# Фахраддін Кутлуг-бей
Фахраддін Кутлуг-бей (*д/н — 1389) — бей Ак-Коюнлу в 1362—1389 роках. Повне ім'я Хаджі Фахраддін Кутлуг ібн Тур-Алі-бей.

## Життєпис
Походив з роду баяндур племінного союзу Ак-Коюнлу. Син бея Тур-Алі. Замолоду багато часу проводив при дворі Мухаммада Гіяс-ад-діна бея Еретни. У 1352 році одружився з сестрою Олексія III Великого Комніна, імператора Трапезунду. У 1362 році після смерті батька став новим беєм Ак-Коюнлу. Намагався підтримувати добрі відносини з Трапезундською імперією та бейликом Еретна.
Основні зусилля спрямовував на перетворення племінного союзу на більш міцне державне утворення. Свою ставку облаштував у Байбурді. Водночас уклав союз з Джалаїрським султанатом проти племінного союзу Кара-Коюнлу, якому у 1366 році завдано поразки. Втім, зрештою розсварився з Джалаїридами через встановлення ними союзу з Кара-Коюнлу. Здійснював грабіжницькі походи на Вірменію та Грузію, звідки повернувся зі значною здобиччю.
Протягом 1370-х років у союзі з Джалаїрським султанатом і Золотою Ордою воював проти Кара-Коюнлу. Втім, 1386 року в битві при Ерзінджані зазнав поразки від Кара Мухаммеда, бея Кара-Коюнлу. Тоді Кутлуг-бей уклав союз з чагатайським еміром Тимуром, що рушив на Тебриз та Азербайджан. Діяв разом з ним проти Джалаїрідів та Кара-Коюнлу.
У 1389 році Кутлуг-бей помер за невідомих обставин. Після цього почалася боротьба за владу між його синами Юлук Османом і Ахмадом, до якої долучився інший брат Пір-Алі.